# Jukka Male
Jukka Tapio Male,  född 6 januari 1954 i Helsingfors, är en finländsk fotokonstnär. 
Male började som amatörfotograf och ställde första gången ut sina reportagebilder från Västtyskland 1977. Redan då prisades han för sin teknik och blick för fotografiskt tacksamma motiv. Han blev senare känd för en större allmänhet tack vare sina fotoreportage och symboliska och vardagliga bilder från byn Średnia Wieś i Polen, som han första gången besökte 1979 kort innan och mitt under de händelserika tiderna i landet i början av 1980-talet. Därefter dokumenterade han 1984 med sina svartvita fotografier byn Oqaatsut på Grönland. Ham återvände på 1990-talet både till sin polska och grönländska by där de 63 invånarna i byn Oqaatsut, deras arbete, fritid, måltidsvanor och vänskap, stod i centrum för hans intresse. Det tredje målet för Males reportage är Barcelona. På utställningen Chino, som visades i Jukka Male Museum (invigt 1996) i Kabelfabriken 1997, skildrade han på ett inträngande och djärvt sätt slummen i staden, som han dokumenterat i färgfoton under sju resor på 1990-talet och i likhet med tidigare projekt återkommit till också senare. På en senare utställning i museet presenterade han kriget och konflikterna i det forna Jugoslavien, som han opartiskt skildrat med sin kamera sedan 1992. Males stundom mycket grubblande och gåtfulla bilder har ofta åtföljts av hans egna texter och kommentarer. 